# The Mail Man
The Mail Man - minialbum amerykańskiego rapera E-40. Został wydany w sierpniu 1994 r. Do utworów "Captain Save a Hoe" i "Practice Lookin' Hard" powstały teledyski.

## Lista utworów
Źródło.
1. "Neva Broke"
2. "Bring the Yellow Tape"
3. "Practice Lookin' Hard"
4. "Where the Party At" (feat. The Mossie)
5. "Captain Save a Hoe" (feat. The Click)
6. "The Mailman"
7. "Ballin' Out of Control" (feat. Levitti)
8. "Captain Save a Hoe (Remix)" (feat. The Click)

## Notowanie
Album
| Notowanie (1994)       | Najwyższa pozycja |
| ---------------------- | ----------------- |
| Billboard 200          | 131               |
| Top R&B/Hip-Hop Albums | 13                |
| Top Heatseekers        | 25                |